# (34487) 2000 SE133
2000 SE133 (asteroide 34487) é um asteroide da cintura principal. Possui uma excentricidade de 0.19300100 e uma inclinação de 10.38852º.
Este asteroide foi descoberto no dia 23 de setembro de 2000 por LINEAR em Socorro.